# Partido judicial de Peñaranda de Bracamonte
El partido judicial de Peñaranda de Bracamonte es uno de los cinco  partidos judiciales de la provincia de Salamanca, en Castilla y León, España. 
Se sitúa en el noreste de la provincia y es el partido judicial n.º 5 de la provincia de  Salamanca. Su cabecera es Peñaranda de Bracamonte.

## Municipios

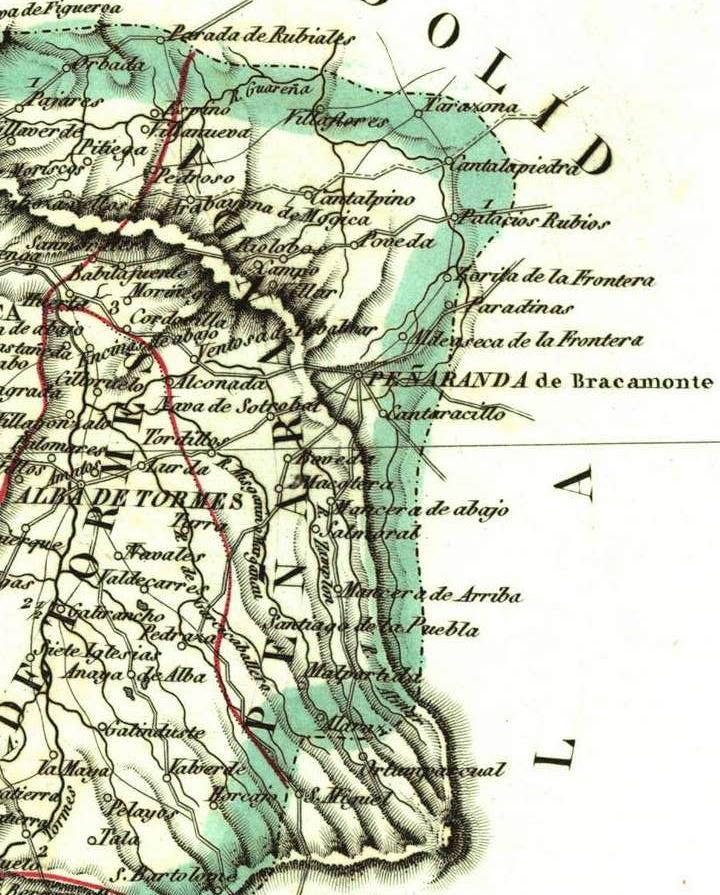
Parte del mapa de 1847 titulado Provincia de Salamanca, parte del antiguo Reino de León, en el que se puede observar la extensión del partido judicial de Peñaranda en el siglo XIX

| Alaraz                | Alconada                | Aldeaseca de la Frontera |
| Arabayona de Mógica   | Babilafuente            | Bóveda del Río Almar     |
| El Campo de Peñaranda | Cantalapiedra           | Cantalpino               |
| Cantaracillo          | Cordovilla              | Huerta                   |
| Macotera              | Malpartida              | Mancera de Abajo         |
| Moríñigo              | Nava de Sotrobal        | Palaciosrubios           |
| Paradinas de San Juan | El Pedroso de la Armuña | Peñaranda de Bracamonte  |
| Poveda de las Cintas  | Rágama                  | Salmoral                 |
| Santiago de la Puebla | Tarazona de Guareña     | Tordillos                |
| Ventosa del Río Almar | Villaflores             | Villar de Gallimazo      |
| Villoria              | Villoruela              | Zorita de la Frontera    |